# Giro di Puglia 1986
Il Giro di Puglia 1986, quindicesima edizione della corsa, si svolse dal 22 al 25 aprile 1986 su un percorso totale di 775 km, ripartiti su 4 tappe. La vittoria fu appannaggio dell'italiano Roberto Pagnin, che completò il percorso in 19h22'07", precedendo il connazionale Giuseppe Saronni e il norvegese Dag Erik Pedersen.

## Tappe
| Tappa  | Data      | Percorso                           | km  | Vincitore di tappa | Leader cl. generale |
| ------ | --------- | ---------------------------------- | --- | ------------------ | ------------------- |
| 1ª     | 22 aprile | Lucera > Polignano a Mare          | 208 | Giovanni Mantovani | Giovanni Mantovani  |
| 2ª     | 23 aprile | Cisternino > Ostuni                | 230 | Giuseppe Saronni   | ?                   |
| 3ª     | 24 aprile | Monopoli > Alberobello             | 167 | Roberto Pagnin     | ?                   |
| 4ª     | 25 aprile | Castellana Grotte > Martina Franca | 170 | Giuseppe Saronni   | Roberto Pagnin      |
| Totale | Totale    | Totale                             | 775 |                    |                     |

## Dettagli delle tappe

### 1ª tappa
- 22 aprile: Lucera > Polignano a Mare – 208 km

Risultati
| Pos. | Corridore          | Squadra      | Tempo    |
| ---- | ------------------ | ------------ | -------- |
| 1    | Giovanni Mantovani | Vini Ricordi | 5h02'12" |
| 2    | Stefano Allocchio  | Malvor       | s.t.     |
| 3    | Domenico Cavallo   | Ariostea     | s.t.     |

| Pos. | Corridore          | Squadra      | Tempo |
| ---- | ------------------ | ------------ | ----- |
| 1    | Giovanni Mantovani | Vini Ricordi | ?     |

### 2ª tappa
- 23 aprile: Cisternino > Ostuni – 230 km

Risultati
| Pos. | Corridore        | Squadra    | Tempo    |
| ---- | ---------------- | ---------- | -------- |
| 1    | Giuseppe Saronni | Del Tongo  | 6h00'55" |
| 2    | Moreno Argentin  | Sammontana | s.t.     |
| 3    | Roberto Pagnin   | Malvor     | s.t.     |

### 3ª tappa
- 24 aprile: Monopoli > Alberobello – 167 km

Risultati
| Pos. | Corridore         | Squadra    | Tempo    |
| ---- | ----------------- | ---------- | -------- |
| 1    | Roberto Pagnin    | Malvor     | 4h17'30" |
| 2    | Dag Erik Pedersen | Ariostea   | a 6"     |
| 3    | Silvano Contini   | Gis Gelati | s.t.     |

### 4ª tappa
- 25 aprile: Castellana Grotte > Martina Franca – 170 km

Risultati
| Pos. | Corridore        | Squadra        | Tempo    |
| ---- | ---------------- | -------------- | -------- |
| 1    | Giuseppe Saronni | Del Tongo      | 4h01'37" |
| 2    | Flavio Chesini   | Magniflex      | s.t.     |
| 3    | Francesco Moser  | Sup. Brianzoli | s.t.     |

## Classifiche finali

### Classifica generale
| Pos. | Corridore                | Squadra                | Tempo     |
| ---- | ------------------------ | ---------------------- | --------- |
| 1    | Roberto Pagnin           | Malvor-Bottecchia      | 19h22'07" |
| 2    | Giuseppe Saronni         | Del Tongo-Colnago      | a 1"      |
| 3    | Dag Erik Pedersen        | Ariostea               | a 9"      |
| 4    | Franco Chioccioli        | Ecoflam-Jollyscarpe    | a 10"     |
| 5    | Gianni Bugno             | Atala-Ofmega           | s.t.      |
| 6    | Francesco Moser          | Supermercati Brianzoli | a 11"     |
| 7    | Gianbattista Baronchelli | Supermercati Brianzoli | s.t.      |
| 8    | Silvano Riccò            | Dromedario             | a 12"     |
| 9    | Stefano Colagè           | Dromedario             | s.t.      |
| 10   | Harald Maier             | Supermercati Brianzoli | s.t.      |